# Marta Suplicy
Marta Teresa Smith de Vasconcelos Suplicy (São Paulo, 18 de marzo de 1945)  es una política brasileña. Desarrolló casi toda su carrera afiliada al Partido de los Trabajadores (PT). Fue diputada federal por São Paulo entre 1995 y 1999, luego fue elegida alcaldesa de São Paulo entre el 2001 y el 2005 siendo la segunda mujer en ocupar ese cargo. Fue ministra de Turismo (2007-2008) y de Cultura (2012-2014) durante los gobiernos de Luis Inácio Lula da Silva (2003-2011) y Dilma Rousseff (2011-2016), senadora federal por el estado de São Paulo entre el 2011 y el 2019 y secretaria de relaciones internacionales de la ciudad de Sao Paulo.

## Biografía
Hija de Luis Alfonso Smith de Vasconcellos y Noêmia Fraccalanza Smith de Vasconcellos; es bisnieta de los barones de Vasconcellos. Su padre, Luis Alfonso poseía empresas de papel y cartón. Estudió los colegios Des Oiseaux y Colegio Nuestra Señora de Sion de São Paulo. Luego de ello ingresó a la Pontificia Universidad Católica de Sao Paulo, en donde se licenció en Psicología e hizo estudios de postgrado en la Universidad de Stanford en 1973.
Se afilió al Partido de los Trabajadores (PT) en el año 1981. Marta trabajó como psicóloga conductista y sexóloga. En 1980, empezó a presentar el programa Comportamiento Sexual en TV Mulher, donde hablaba abiertamente de temas sexuales. Entre 1989 y 1992, colaboró con Paulo Freire en la puesta en marcha de un programa de orientación sexual.
En 1994 fue elegida como diputada federal por el Partido de los Trabajadores durante el periodo 1995 a 1998. En 1998 fue candidata para el cargo de gobernador del estado de Sao Paulo pero fue derrotada en la primera vuelta en la elección que finalmente ganó el gobernador Mário Covas quien fue reelecto.
En el año 2000 postuló a la alcaldía de la ciudad de Sao Paulo, resultando elegida con 3.248.115 votos (58,51%) sobre su rival el exalcalde y exgobernador estadual Paulo Maluf. Su mandato duró desde el 1 de enero de 2001 hasta enero de 2005. Las obras más significativas durante su período fueron el boleto único para el transporte público, la construcción de los passa-rápidos (corredores urbanos de transporte masivo) en las avenidas Rebouças, 9 de Julho y Santo Amaro. Otro tema bastante comentado fue su divorcio del senador Eduardo Suplicy ocurrido cuatro meses después de que tomó el gobierno de la ciudad. Buscó la reelección en el 2004 siendo derrotada por José Serra.
En el año 2007 fue nombrada Ministra de Turismo por el presidente Lula da Silva. Renunció al cargo en junio del 2008 para presentarse nuevamente como candidata a la alcaldía de São Paulo en las elecciones municipales de ese año pero fue derrotada en segunda vuelta por Gilberto Kassab.
El 2010 fue elegida senadora siendo la primera mujer elegida por el voto federal para el Senado Federal y tomó posesión del cargo en febrero del 2011 siendo elegida como primera vicepresidente del Senado Federal. Fue licenciada del cargo durante el periodo en que fue nombrada ministra de Cultura por la presidente Dilma Rousseff en una jugada que la prensa calificó como "recompensa" por cuanto Suplicy había desistido de buscar nuevamente la alcaldía de Sao Paulo.
Renunció en el 2013 al Partido de los Trabajadores luego de 32 años de militancia y se afilió al MDB con el que volvió a ser candidata a la alcaldía paulistana en el 2016 en la que quedó en cuarto lugar con únicamente el 10.14% de los votos.
En el 2018 fue invitada para ser candidata a vicepresidente en la plancha de Henrique Meirelles. Suplicy rechazó la invitación y se desafilió del MDB.
Con miras a las elecciones del 2020, se afilió al partido Solidaridade con la posibilidad de tentar nuevamente la alcaldía paulistana pero decidió apoyar la reelección del alcalde Bruno Covas. Ante la decisión de este partido de apoyar a Márcio França como vice de Covas, ella se desafilió de este partido. Luego de la reelección de Covas fue nombrada Secretaria de Asuntos Internacionales y Federativos regresando al gobierno municipal luego de 16 años. Mantuvo este cargo luego del fallecimiento de Covas y la asunción al poder de Ricardo Nunes.
El 24 de enero del 2024, luego de recibir la invitación de ser candidata a vicealcaldesa de parte de Guilherme Boulos (PSOL) en la elección municipal de ese año, presentó su renuncia a este cargo. 